# Vladimir Chtchouko
Vladimir Alexeïevitch Chtchouko (russe : Влади́мир Алексе́евич Щуко́), (né le 17 juillet 1878 à Tambov – décédé le 19 janvier 1939 à Moscou) est un architecte russe et soviétique. Son œuvre se caractérise par une forme néoclassique simplifiée.

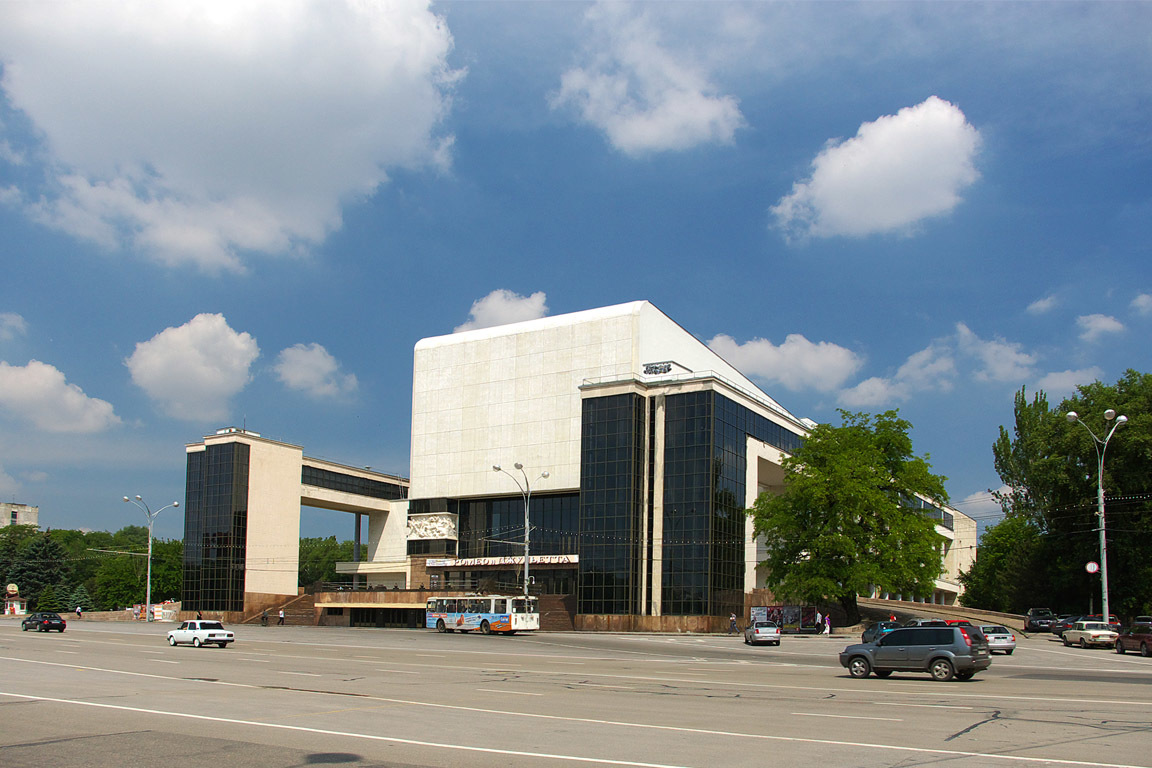
Théâtre Maxime Gorki à Rostov-sur-le-Don conçu avec Vladimir Gelfreich.

## Biographie
De 1896 à 1904 Vladimir Chtchouko étudie à la Académie russe des beaux-arts sous la direction de Léon Nikolaïevitch Benois. En 1911 il reçoit le titre d'académicien de l'architecture 
Ses premiers ouvrages des années 1908–1911 sont les bâtiments résidentiels Markov de Saint-Pétersbourg. Ils auront une influence remarquable sur le développement de l'architecture stalinienne
Dans les années 1920–1930 il travaille avec Vladimir Georgievitch Gelfreich. Leurs œuvres les plus significatives sont la station de métro Elektrozavodskaïa, le propylée de l'Institut Smolny (1923–1924) et son parc (1923–1934), la statue de Lénine devant la gare de Saint-Pétersbourg-Finlande (1926) la maisn de la culture Lénine du quartier de Alexandrovskoye représentant le style du Constructivisme russe (1927–1929) et les postes de transformations de la centrale hydroélectrique sur la rivière Volkhov (1924–1926).
Mort à Moscou, Vladimir Chtchouko est enterré au cimetière de Novodevitchi.